# Alexandra Rochelle
Alexandra Rochelle est une joueuse de volley-ball  française née le 14 décembre 1983 à Vannes, Morbihan. Elle mesure 1,68 m et joue libéro.

## Clubs
| Club                  | Pays   | De        | À         |
| --------------------- | ------ | --------- | --------- |
| BO Reims              | France | 2001-2002 | 2002-2003 |
| USSP Albi Volley-Ball | France | 2003-2004 | 2009-2010 |
| Évreux Volley-ball    | France | 2010-2011 | 2010-2011 |
| Béziers Volley        | France | 2011-2012 | ....      |

## Palmarès
- Championnat de France 
  - Finaliste : 2013
  - Vainqueur : 2018